# Martin Widmark
Martin Widmark (ur. 19 marca 1961 w Linköping) – szwedzki pisarz specjalizujący się w literaturze dla dzieci i młodzieży.
Martin Widmark jest uważany za jednego z największych szwedzkich współczesnych autorów literatury dla dzieci. Seria Biuro Detektywistyczne Lassego i Mai cieszy się niesłabnącą popularnością i nie schodzi z list bestsellerów w wielu krajach.
W Polsce jego książki publikują Wydawnictwo Zakamarki (wszystkie w tłumaczeniu Barbary Gawryluk) i Wydawnictwo Mamania.

## Książki
Do tej pory w Polsce ukazały się następujące książki:
Seria Biuro Detektywistyczne Lassego i Mai
| Lp. | Tytuł polski         | Tytuł oryginalny     | Ilustracje    | Rok pierwszego wydania w Szwecji | Rok pierwszego wydania w Polsce | Wydawca               | ISBN              |
| --- | -------------------- | -------------------- | ------------- | -------------------------------- | ------------------------------- | --------------------- | ----------------- |
| 1.  | Tajemnica diamentów  | Diamantmysteriet     | Helena Willis | 2002                             | 2008                            | Wydawnictwo Zakamarki | 978-83-60963-41-8 |
| 2.  | Tajemnica hotelu     | Hotellmysteriet      | Helena Willis | 2002                             | 2008                            | Wydawnictwo Zakamarki | 978-83-60963-42-5 |
| 3.  | Tajemnica cyrku      | Cirkusmysteriet      | Helena Willis | 2003                             | 2009                            | Wydawnictwo Zakamarki | 978-83-60963-59-3 |
| 4.  | Tajemnica kawiarni   | Cafémysteriet        | Helena Willis | 2003                             | 2009                            | Wydawnictwo Zakamarki | 978-83-60963-60-9 |
| 5.  | Tajemnica mumii      | Mumiemysteriet       | Helena Willis | 2004                             | 2009                            | Wydawnictwo Zakamarki | 978-83-60963-69-2 |
| 6.  | Tajemnica kina       | Biografmysteriet     | Helena Willis | 2004                             | 2009                            | Wydawnictwo Zakamarki | 978-83-60963-70-8 |
| 7.  | Tajemnica pociągu    | Tågmysteriet         | Helena Willis | 2005                             | 2010                            | Wydawnictwo Zakamarki | 978-83-60963-79-1 |
| 8.  | Tajemnica gazety     | Tidningsmysteriet    | Helena Willis | 2006                             | 2010                            | Wydawnictwo Zakamarki | 978-83-60963-80-7 |
| 9.  | Tajemnica szkoły     | Skolmysteriet        | Helena Willis | 2006                             | 2010                            | Wydawnictwo Zakamarki | 978-83-60963-85-2 |
| 10. | Tajemnica złota      | Guldmysteriet        | Helena Willis | 2006                             | 2010                            | Wydawnictwo Zakamarki | 978-83-60963-86-9 |
| 11. | Tajemnica szafranu   | Saffransmysteriet    | Helena Willis | 2006                             | 2011                            | Wydawnictwo Zakamarki | 978-83-7776-006-2 |
| 12. | Tajemnica zwierząt   | Zoomysteriet         | Helena Willis | 2007                             | 2011                            | Wydawnictwo Zakamarki | 978-83-7776-001-7 |
| 13. | Tajemnica biblioteki | Biblioteksmysteriet  | Helena Willis | 2007                             | 2011                            | Wydawnictwo Zakamarki | 978-83-7776-007-9 |
| 14. | Tajemnica meczu      | Fotbollsmysteriet    | Helena Willis | 2008                             | 2011                            | Wydawnictwo Zakamarki | 978-83-7776-002-4 |
| 15. | Tajemnica miłości    | Kärleksmysteriet     | Helena Willis | 2009                             | 2012                            | Wydawnictwo Zakamarki | 978-83-7776-013-0 |
| 16. | Tajemnica galopu     | Galoppmysteriet      | Helena Willis | 2009                             | 2012                            | Wydawnictwo Zakamarki | 978-83-7776-028-4 |
| 17. | Tajemnica kempingu   | Campingsmysteriet    | Helena Willis | 2010                             | 2012                            | Wydawnictwo Zakamarki | 978-83-7776-018-5 |
| 18. | Tajemnica szpitala   | Sjukhusmysteriet     | Helena Willis | 2011                             | 2013                            | Wydawnictwo Zakamarki | 978-83-7776-037-6 |
| 19. | Tajemnica pływalni   | Simborgarmysteriet   | Helena Willis | 2012                             | 2013                            | Wydawnictwo Zakamarki | 978-83-7776-046-8 |
| 20. | Tajemnica urodzin    | Födelsedagsmysteriet | Helena Willis | 2012                             | 2014                            | Wydawnictwo Zakamarki | 978-83-7776-054-3 |
| 21. | Tajemnica wyścigu    | Cykelmysteriet       | Helena Willis | 2013                             | 2014                            | Wydawnictwo Zakamarki | 978-83-7776-083-3 |
| 22. | Tajemnica pożarów    | Brandkårsmysteriet   | Helena Willis | 2014                             | 2015                            | Wydawnictwo Zakamarki | 978-83-7776-114-4 |
| 23. | Tajemnica więzienia  | Fängelsemysteriet    | Helena Willis | 2015                             | 2016                            | Wydawnictwo Zakamarki | 978-83-7776-130-4 |
| 24. | Tajemnica mody       | Modemysteriet        | Helena Willis | 2016                             | 2017                            | Wydawnictwo Zakamarki | 978-83-7776-152-6 |
| 25. | Tajemnica zamku      | Slottsmysteriet      | Helena Willis | 2017                             | 2018                            | Wydawnictwo Zakamarki | 978-83-7776-169-4 |
| 26. | Tajemnica srebra     | Silvermysteriet      | Helena Willis | 2018                             | 2019                            | Wydawnictwo Zakamarki | 978-83-7776-195-3 |
| 27. | Tajemnica filmu      | Filmmysteriet        | Helena Willis | 2019                             | 2020                            | Wydawnictwo Zakamarki | 978-83-7776-205-9 |
| 28. | Tajemnica detektywa  | Detektivmysteriet    | Helena Willis | 2020                             | 2021                            | Wydawnictwo Zakamarki | 978-83-7776-219-6 |
| 29. | Tajemnica dancingu   | Musikmysteriet       | Helena Willis | 2021                             | 2022                            | Wydawnictwo Zakamarki | 978-83-7776-234-9 |
| 30  | Tajemnica maskarady  | Maskeradmysteriet    | Helena Willis | 2022                             | 2023                            | Wydawnictwo Zakamarki | 978-83-7776-252-3 |
| 31  | Tajemnica dinozaura  | Dinosauriemysteriet  | Helena Willis | 2023                             | 2024                            | Wydawnictwo Zakamarki | 978-83-7776-265-3 |
| 32  | Tajemnica kościoła   | Kyrkomysteriet       | Helena Willis | 2008                             | 2025                            | Wydawnictwo Zakamarki | 978-83-7776-275-2 |

Poza serią
| Lp. | Tytuł polski                                                 | Tytuł oryginalny                        | Ilustracje    | Rok pierwszego wydania w Szwecji | Rok pierwszego wydania w Polsce | Wydawca ISBN                            |
| --- | ------------------------------------------------------------ | --------------------------------------- | ------------- | -------------------------------- | ------------------------------- | --------------------------------------- |
| 1   | Brązowa księga. Detektywistyczne łamigłówki Lassego i Mai    | Bronsboken. LasseMajas kluriga uppdrag  | Helena Willis | 2007                             | 2008                            | Wydawnictwo Zakamarki                   |
| 2   | Srebrna księga. Detektywistyczne łamigłówki Lassego i Mai    | Silverboken. LasseMajas kluriga uppdrag | Helena Willis | 2007                             | 2009                            | Wydawnictwo Zakamarki                   |
| 3   | Pamiętnik detektywa                                          | Kompisboken                             | Helena Willis | 2006                             | 2010                            | Wydawnictwo Zakamarki                   |
| 4   | Złota księga. Detektywistyczne łamigłówki Lassego i Mai      | Guldboken. LasseMajas kluriga uppdrag   | Helena Willis | 2008                             | 2012                            | Wydawnictwo Zakamarki                   |
| 5   | Wakacje z Lassem i Mają. Co się nie zgadza?                  | LasseMajas sommarbok                    | Helena Willis | 2016                             | 2017                            | Wydawnictwo Zakamarki                   |
| 6   | Teatr z Lassem i Mają                                        | LasseMajas teaterbok                    | Helena Willis | 2017                             | 2018                            | Wydawnictwo Zakamarki                   |
| 7   | Diamentowa księga. Detektywistyczne łamigłówki Lassego i Mai | Diamantboken. LasseMajas kluriga uppdra | Helena Willis | 2009                             | 2019                            | Wydawnictwo Zakamarki                   |
| 8   | Święta w Valleby. Wielka awaria prądu                        | Jul i Valleby. Det stora strömavbrottet | Helena Willis | 2019                             | 2022                            | Wydawnictwo Zakamarki                   |
| 9   | Święta w Valleby. Niespodziewane prezenty                    | Jul i Valleby. Oväntade julklappar      | Helena Willis | 2020                             | 2023                            | Wydawnictwo Zakamarki 978-83-7776-253-0 |
| 10  | Wielka Księga Lassego i Mai                                  | Stora boken om LasseMajas Detektivbyrå  | Helena Willis | 2022                             | 2023                            | Wydawnictwo Zakamarki 978-83-7776-266-0 |

Komiksy
| Lp. | Tytuł polski                           | Tytuł oryginalny                                                          | Ilustracje    | Rok pierwszego wydania w Szwecji | Rok pierwszego wydania w Polsce | Wydawca               | ISBN              |
| --- | -------------------------------------- | ------------------------------------------------------------------------- | ------------- | -------------------------------- | ------------------------------- | --------------------- | ----------------- |
| 1   | Sabotaż w punkcie skupu i inne komiksy | Vem är pantsabotören? & Jakten på handbollspokalen                        | Helena Willis | 2020                             | 2021                            | Wydawnictwo Zakamarki | 978-83-7776-213-4 |
| 2   | Zielona dywersja i inne komiksy        | Ett grönt brott & Iskallt brott                                           | Helena Willis | 2020                             | 2022                            | Wydawnictwo Zakamarki | 978-83-7776-225-7 |
| 3   | Skradzione muffinki i inne komiksy     | Vem har tagit Leopolds muffins? & Klarar Lasse och Maja att rädda tårtan? | Helena Willis | 2020                             | 2023                            | Wydawnictwo Zakamarki | 978-83-7776-249-3 |

Seria Dawid i Larisa
| Lp. | Tytuł polski                      | Tytuł oryginalny        | Ilustracje         | Rok pierwszego wydania w Szwecji | Rok pierwszego wydania w Polsce | Wydawca               | ISBN              |
| --- | --------------------------------- | ----------------------- | ------------------ | -------------------------------- | ------------------------------- | --------------------- | ----------------- |
| 1   | Antykwariat pod Błękitnym Lustrem | Blå Spegeln             | Katarina Strömgård | 2006                             | 2014                            | Wydawnictwo Zakamarki | 978-83-7776-067-3 |
| 2   | Trzynasty gość                    | Den trettonde gästen    | Katarina Strömgård | 2006                             | 2015                            | Wydawnictwo Zakamarki | 978-83-7776-106-9 |
| 3   | Wyspa Obłąkanych                  | Dårarnas ö              | Katarina Strömgård | 2007                             | 2016                            | Wydawnictwo Zakamarki | 978-83-7776-122-9 |
| 4   | Pieśń szamana                     | Nåjdens sång            | Katarina Strömgård | 2008                             | 2017                            | Wydawnictwo Zakamarki | 978-83-7776-141-0 |
| 5   | Pod szklanym niebem               | Under en himmel av glas | Katarina Strömgård | 2009                             | 2018                            | Wydawnictwo Zakamarki | 978-83-7776-162-5 |
| 6   | Ogród Kleopatry                   | Kleopatras trädgård     | Katarina Strömgård | 2013                             | 2022                            | Wydawnictwo Zakamarki | 978-83-7776-226-4 |

### Książki opublikowane przez Wydawnictwo Mamania
Seria Nelly Rapp, tłum. Karolina Augustyniak
- Nelly Rapp w grocie Króla Gór
- Nelly Rapp i szamanka
- Nelly Rapp i kapitan Sinobrody
- Nelly Rapp i księga czarodzieja
- Nelly Rapp i bal wampirów
- Nelly Rapp i atak duchów
- Nelly Rapp i potwór morski w Górskim Jeziorze
- Nelly Rapp i człowiek śniegu
- Nelly Rapp i czarownicy z Wittenbergi
- Nelly Rapp i białe damy
- Nelly Rapp i wilkołaki
- Nelly Rapp i nawiedzony sklep
- Nelly Rapp i frankensteiniak
- Nelly Rapp i Upiorna Akademia
- Nelly Rapp i nawiedzona szkoła

Seria Halvdan Wiking, tłum. Dorota Skowrońska
- Halvdan Wiking. Wilcze serce,
- Halvdan Wiking. Grób obcego
- Halvdan Wiking. Puchar wodza

Rodzina Jansonnów,  il. Petter Lidbeck, tłum. Marta Dybula
- Zwyczajny tydzień z rodziną Jansonnów, ISBN 978-83-66329-91-1
- Zwyczajne wakacje z rodziną Jansonnów,  ISBN 978-83-66577-28-2
- Zwyczajna Gwiazdka z rodziną Janssonów,  ISBN 978-83-66997-38-7
- Zwyczajna wieś z rodziną Janssonów, ISBN 978-83-67216-47-0

Seria z ilustracjami Emilii Dziubak
- Długa wędrówka, tłum. Marta Dybula, ISBN 978-83-65796-91-2
- Dom, który się przebudził,  tłum. Marta Dybula, ISBN 978-83-65796-29-5
- Tyczka w Krainie Szczęścia, tłum. Marta Dybula, ISBN 978-83-65087-89-8
- Biblioteka Astrid, tłum. Dorota Skowrońska, ISBN 978-83-67216-86-9
- Dinks, tłum. Marta Dybula, ISBN 978-83-67817-27-1